# Giorgina di Wilczek
Giorgina di Wilczek, detta Gina (nome completo in tedesco Georgina Norberta Johanna Franziska Antonie Marie Raphaela; Graz, 24 ottobre 1921 – Grabs, 18 ottobre 1989), è stata la principessa consorte del Liechtenstein dal 1943 al 1989, in quanto moglie di Francesco Giuseppe II.
Contribuì alla popolarità della monarchia attraverso il suo carattere gioviale e promosse varie iniziative in campo assistenziale e sociale.

## Biografia

### Giovinezza
La principessa Giorgina è nata il 24 ottobre 1921 a Graz, in Austria. I suoi genitori furono il conte Ferdinando Maria di Wilczek (1893-1977) e la contessa Norbertine Kinsky von Wchinitz und Tettau (1888-1923), soprannominata "Nora", principalmente conosciuta per la sua attività di volontariato come infermiera in Siberia durante la prima guerra mondiale e la rivoluzione russa.
La madre di Giorgina apparteneva alla nobile famiglia boema Kinsky, di cui facevano parte la principessa Francesca del Liechtenstein, l'attivista Bertha von Suttner, simbolo del pacifismo austriaco, e la principessa Marie Aglaë. La madre morì di parto dopo aver partorito, nel 1923, un bambino nato morto. Per linea paterna il suo bisnonno fu il conte, esploratore e mecenate austriaco Giovanni Nepomuceno di Wilczek (1837-1922).

### Educazione
La principessa Giorgina venne educata nel liceo cattolico e privato "Sacro Cuore" di Vienna, poi nel Convitto della Congregazione di Gesù a Roma e in seguito studiò arti applicate e poi lingue all'Università di Vienna, concludendo i suoi studi laureandosi come interprete di inglese, francese e italiano.

### Matrimonio

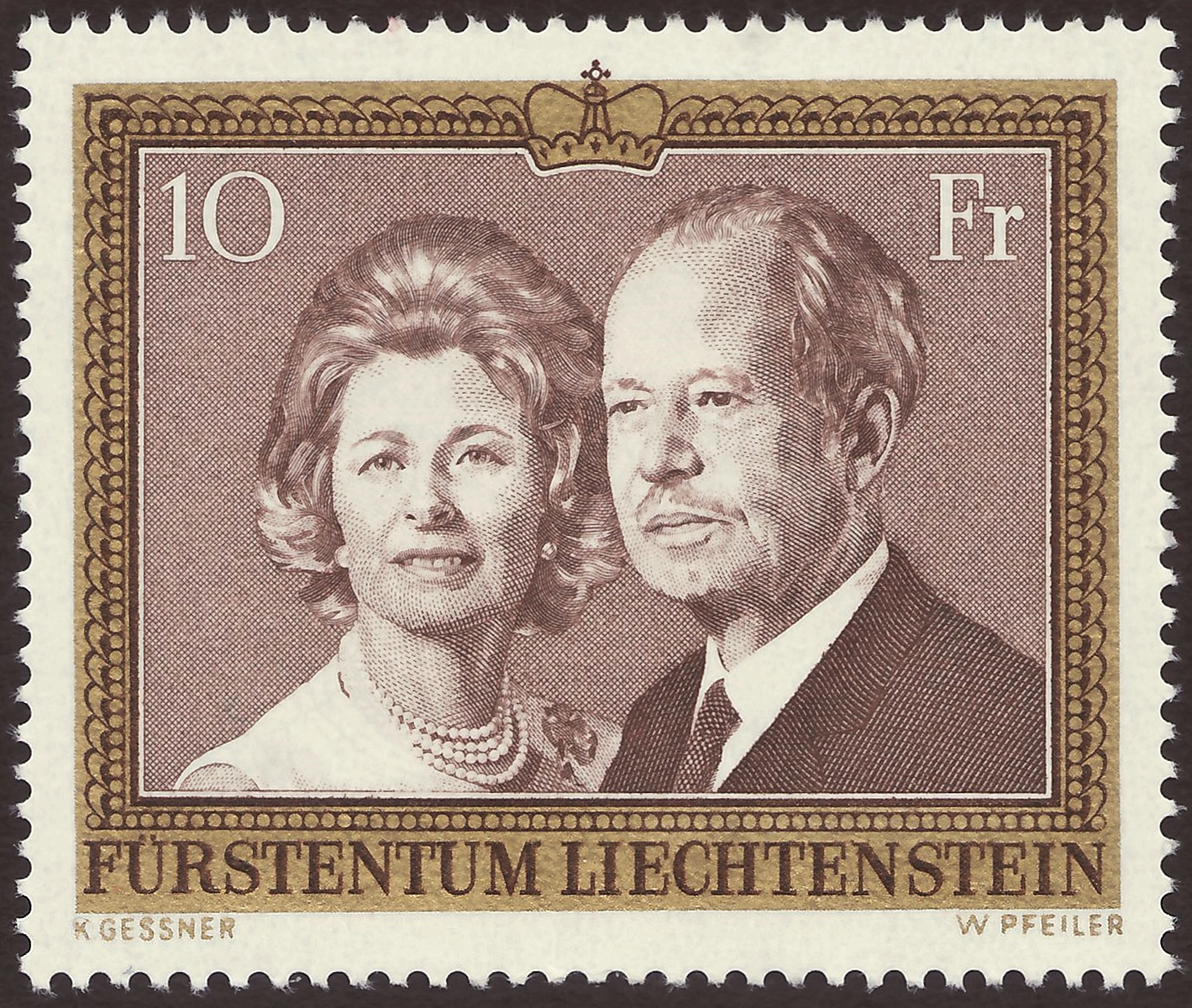
La principessa Giorgina ritratta con il consorte su un francobollo del 1974

Il 7 marzo 1943 nella chiesa di San Florino (in seguito cattedrale) di Vaduz sposò Francesco Giuseppe II del Liechtenstein (1906-1989), figlio del principe Luigi del Liechtenstein (1869-1955) e di sua moglie, l'arciduchessa Elisabetta Amalia d'Asburgo-Lorena (1878-1960).

### Seconda guerra mondiale e dopoguerra
Negli anni della seconda guerra mondiale la principessa Giorgina si preoccupò molto per i prigionieri e i profughi di guerra e per la povertà di cui soffrivano i civili. Alla fine della guerra, la principessa Giorgina iniziò attività di aiuto per i profughi di guerra al confine di Schaan e il 22 giugno 1945 fondò la Croce Rossa del Liechtenstein. Ricoprì la carica di presidentessa della Croce Rossa Nazionale dal 1945 al 1984, anno in cui la nomina passò alla nuora, la principessa Marie Aglaë.
Oltre alle sue numerose attività di beneficenza, la principessa Gina sostenne moltissimo l'introduzione del diritto di voto per le donne liechtensteinesi, approvato con un referendum nel 1984, che rese il Principato l'ultimo paese europeo a concedere il diritto di voto alle donne.
Nel 1976 vennero pubblicati i diari della contessa Nora, madre di Giorgina, scritti dal 1916 al 1918, durante la sua attività di infermiera in Siberia al tempo della Rivoluzione russa. La principessa Gina scrisse la prefazione del libro e nel 1987 venne insignita della Medaglia Henry Dunant dal Comitato Internazionale della Croce Rossa. 
Fece la sua ultima apparizione pubblica il 29 luglio 1989, al matrimonio del principe Gundakar del Liechtenstein, pronipote di Alfredo del Liechtenstein, con la principessa Marie d'Orléans, figlia di Enrico d'Orléans.

### Morte
La principessa Giorgina del Liechtenstein morì il 18 ottobre 1989 in Svizzera, nell'ospedale cantonale di Grabs in cui era ricoverata a causa di una malattia. Morì sei giorni prima di compiere 68 anni e suo marito, anche lui in precarie condizioni di salute, morì poco dopo di lei, il 13 novembre 1989. Il funerale della principessa Gina è stato celebrato nella Cattedrale di San Florino di Vaduz e accanto a lei è sepolto il marito. Le tombe dei due coniugi sono visitabili ogni anno nel giorno di ognissanti.

## Discendenza

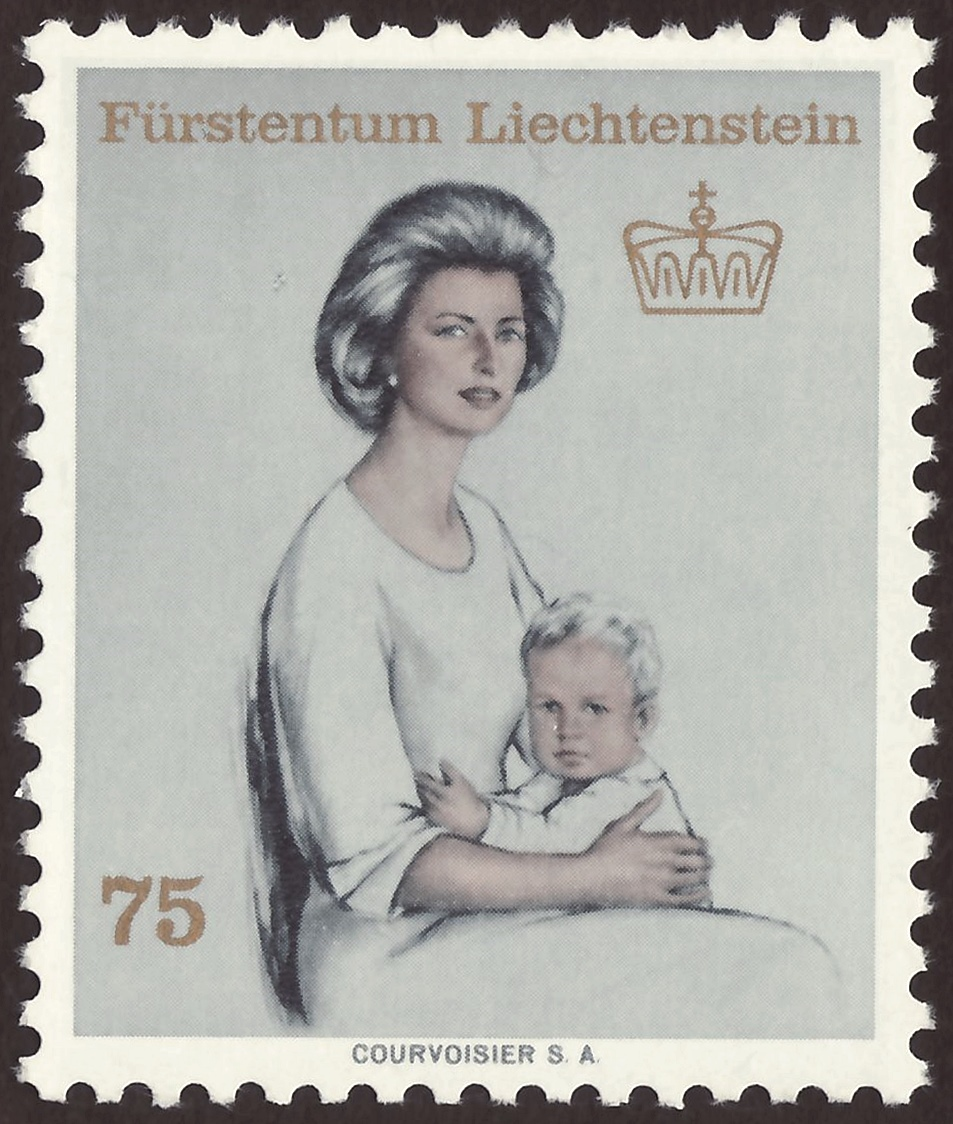
Giorgina di Wilczek con in braccio il figlio Francesco Giuseppe, francobollo del 1965

Giorgina e Francesco Giuseppe II del Liechtenstein ebbero cinque figli:
- Giovanni Adamo II, Principe di Liechtenstein (n. 1945), sposato con Marie Aglaë, contessa Kinsky di Wchinitz e Tettau (n. 1940-2021);
- Filippo (n. 1946), sposato con la principessa Isabella del Liechtenstein (n. 1949);
- Nikolaus del Liechtenstein (n. 1947), sposato con la principessa Margaretha di Lussemburgo (n. 1957);
- Norberta "Nora" del Liechtenstein (n. 1950), sposata con Vicente Sartorius y Cabeza de Vaca (1931-2002), marchese di Mariño;
- Francesco Giuseppe (1962-1991), celibe e senza figli.

## Titoli e trattamenti
- 24 ottobre 1921 – 7 marzo 1943: Contessa Giorgina di Wilczek.
- 7 marzo 1943 – 13 novembre 1989: Sua Altezza Serenissima La Principessa di Liechtenstein, Duchessa di Troppau e Jägerndorf, Contessa a Rietberg.

## Ascendenza
|                                                             |                                                     |                                                                  | Genitori                                               |  |  | Nonni |  |  | Bisnonni                             |  |  | Trisnonni                           |  |
|                                                             |                                                     |                                                                  |                                                        |  |  |       |  |  | Conte Giovanni Nepomuceno di Wilczek |  |  | Conte Stanislao Giuseppe di Wilczek |  |
|                                                             |                                                     |                                                                  |                                                        |  |  |       |  |  | Conte Giovanni Nepomuceno di Wilczek |  |  | Conte Stanislao Giuseppe di Wilczek |  |
|                                                             |                                                     | Baronessa Gabriella Carolina di Reischach                        |                                                        |  |  |       |  |  | Conte Giovanni Nepomuceno di Wilczek |  |  |                                     |  |
| Conte Giovanni Nepomuceno di Wilczek                        |                                                     |                                                                  |                                                        |  |  |       |  |  | Conte Giovanni Nepomuceno di Wilczek |  |  |                                     |  |
|                                                             |                                                     | Contessa Emma Maria Emo Capodilista                              | Conte Giordano Alvise Emo Capodilista                  |  |  |       |  |  |                                      |  |  |                                     |  |
|                                                             |                                                     | Contessa Emma Maria Emo Capodilista                              | Conte Giordano Alvise Emo Capodilista                  |  |  |       |  |  |                                      |  |  |                                     |  |
|                                                             |                                                     | Contessa Emma Maria Emo Capodilista                              | Contessa Lucia Laura Maldura                           |  |  |       |  |  |                                      |  |  |                                     |  |
| Conte Ferdinando Maria di Wilczek                           |                                                     | Contessa Emma Maria Emo Capodilista                              |                                                        |  |  |       |  |  |                                      |  |  |                                     |  |
|                                                             |                                                     | Ferdinando Bonaventura, VII Principe Kinsky di Wchinitz e Tettau | Rodolfo, VI Principe Kinsky di Wchinitz e Tettau       |  |  |       |  |  |                                      |  |  |                                     |  |
|                                                             |                                                     | Ferdinando Bonaventura, VII Principe Kinsky di Wchinitz e Tettau | Rodolfo, VI Principe Kinsky di Wchinitz e Tettau       |  |  |       |  |  |                                      |  |  |                                     |  |
|                                                             |                                                     | Ferdinando Bonaventura, VII Principe Kinsky di Wchinitz e Tettau | Contessa Guillermina Isabella de Colloredo-Mannsfeld   |  |  |       |  |  |                                      |  |  |                                     |  |
| Contessa Elisabetta Guglielmina Kinsky di Wchinitz e Tettau |                                                     | Ferdinando Bonaventura, VII Principe Kinsky di Wchinitz e Tettau |                                                        |  |  |       |  |  |                                      |  |  |                                     |  |
|                                                             |                                                     | Principessa María Giuseppa del Liechtenstein                     | Principe Carlo Borromeo del Liechtenstein              |  |  |       |  |  |                                      |  |  |                                     |  |
|                                                             |                                                     | Principessa María Giuseppa del Liechtenstein                     | Principe Carlo Borromeo del Liechtenstein              |  |  |       |  |  |                                      |  |  |                                     |  |
|                                                             |                                                     | Principessa María Giuseppa del Liechtenstein                     | Contessa Francesca Maria di Wrbna e Freudenthal        |  |  |       |  |  |                                      |  |  |                                     |  |
| Giorgina di Wilczek                                         |                                                     | Principessa María Giuseppa del Liechtenstein                     |                                                        |  |  |       |  |  |                                      |  |  |                                     |  |
|                                                             | Conte Giovanni Battista Kinsky di Wchinitz e Tettau | Conte Leopoldo Giuseppe Kinsky di Wchinitz e Tettau              |                                                        |  |  |       |  |  |                                      |  |  |                                     |  |
|                                                             | Conte Giovanni Battista Kinsky di Wchinitz e Tettau | Conte Leopoldo Giuseppe Kinsky di Wchinitz e Tettau              |                                                        |  |  |       |  |  |                                      |  |  |                                     |  |
|                                                             | Conte Giovanni Battista Kinsky di Wchinitz e Tettau | Baronessa Maria Teresa Puteani                                   |                                                        |  |  |       |  |  |                                      |  |  |                                     |  |
| Conte Ottavio Sidonio Kinsky di Wchinitz e Tettau           | Conte Giovanni Battista Kinsky di Wchinitz e Tettau |                                                                  |                                                        |  |  |       |  |  |                                      |  |  |                                     |  |
|                                                             |                                                     | Ifigenia Teresa Dadányi di Gyülvész                              | Costantino Naum Dadányi di Gyülvész                    |  |  |       |  |  |                                      |  |  |                                     |  |
|                                                             |                                                     | Ifigenia Teresa Dadányi di Gyülvész                              | Costantino Naum Dadányi di Gyülvész                    |  |  |       |  |  |                                      |  |  |                                     |  |
|                                                             |                                                     | Ifigenia Teresa Dadányi di Gyülvész                              | Isabella Damjanovics                                   |  |  |       |  |  |                                      |  |  |                                     |  |
| Contessa Norbertina Kinsky di Wchinitz e Tettau             |                                                     | Ifigenia Teresa Dadányi di Gyülvész                              |                                                        |  |  |       |  |  |                                      |  |  |                                     |  |
|                                                             |                                                     | Conte Giorgio Ladislao Festétics di Tólna                        | Conte Ladislao Stefano Festétics di Tólna              |  |  |       |  |  |                                      |  |  |                                     |  |
|                                                             |                                                     | Conte Giorgio Ladislao Festétics di Tólna                        | Conte Ladislao Stefano Festétics di Tólna              |  |  |       |  |  |                                      |  |  |                                     |  |
|                                                             |                                                     | Conte Giorgio Ladislao Festétics di Tólna                        | Principessa Giuseppina Maria di Hohenzollern-Hechingen |  |  |       |  |  |                                      |  |  |                                     |  |
| Contessa Georgina Ernestina Festétics di Tólna              |                                                     | Conte Giorgio Ladislao Festétics di Tólna                        |                                                        |  |  |       |  |  |                                      |  |  |                                     |  |
|                                                             |                                                     | Contessa Eugenia Erdödy di Monyorókerék e Monoszló               | Conte Gaetano Maria Erdödy di Monyorókerék e Monoszló  |  |  |       |  |  |                                      |  |  |                                     |  |
|                                                             |                                                     | Contessa Eugenia Erdödy di Monyorókerék e Monoszló               | Conte Gaetano Maria Erdödy di Monyorókerék e Monoszló  |  |  |       |  |  |                                      |  |  |                                     |  |
|                                                             |                                                     | Contessa Eugenia Erdödy di Monyorókerék e Monoszló               | Baronessa Ernestina Giovanna di Lerchenfeld-Prennberg  |  |  |       |  |  |                                      |  |  |                                     |  |
|                                                             |                                                     | Contessa Eugenia Erdödy di Monyorókerék e Monoszló               |                                                        |  |  |       |  |  |                                      |  |  |                                     |  |